# Liste der Monuments historiques in Cussy-la-Colonne
Die Liste der Monuments historiques in Cussy-la-Colonne führt die Monuments historiques in der französischen Gemeinde Cussy-la-Colonne auf.

## Liste der Immobilien
| Bezeichnung          | Beschreibung           | Standort                  | Kennzeichnung | Schutzstatus | Datum | Bild           |
| -------------------- | ---------------------- | ------------------------- | ------------- | ------------ | ----- | -------------- |
| Jupitergigantensäule | aus dem 3. Jahrhundert | nördlich des Ortes (Lage) | PA00112244    | Classé       | 1846  | weitere Bilder |